# Агонії Агнеси
Агонії Агнеси (англ. The Agonies of Agnes) — американська короткометражна комедія 1918 року з Марі Дресслер в головній ролі.

## У ролях
- Марі Дресслер — Агнеса